# Miss Bretagne
Miss Bretagne est un concours de beauté annuel concernant les jeunes femmes de la région Bretagne. Il est qualificatif pour l'élection de Miss France, retransmise en direct sur la chaîne TF1, en décembre, chaque année.
Cinq Miss Bretagne ont été couronnées Miss France :
- Raymonde Allain, Miss France 1928 (élue sous le titre de Miss Côte d'Émeraude) ;
- Jacqueline Janet, Miss France 1937 (élue sous le titre de Miss Côte d'Émeraude) ;
- Brigitte Barazer de Lannurien, Miss France 1960 (élue sous le titre de Miss Côte d'Émeraude) ;
- Monique Lemaire, Miss France 1962 (élue sous le titre de Miss Côte d'Émeraude) a été remplaçante de Miss France ;
- Laury Thilleman, Miss France 2011.

## Histoire
Précédemment, le concours se nommait « Miss Côte d’Émeraude », en référence à la côte nord de la Bretagne, entre le cap Fréhel et Cancale. Parfois, une Miss La Baule a représenté également la région jusqu'en 1963.
En 1962, les quatre comités bretons (Miss Bretagne, Miss Côte d’Émeraude, Miss La Baule et Miss Nantes) ont fusionné pour prendre le nom de Miss Bretagne.
Il n'y a pas eu d'élection en 1969.
Avant 2010, le concours incluait aussi le département de la Loire-Atlantique.

## Élections qualificatives
- Miss Armorique
- Miss Centre-Bretagne
- Miss Côtes-d'Armor
- Miss Ille-et-Vilaine
- Miss Finistère
- Miss Morbihan
- Miss Vannes
- Miss Côte d'Émeraude

## Synthèse des résultats
- Miss France : Raymonde Allain (Miss Côte d'Émeraude 1927), Jacqueline Janet (Miss Côte d'Émeraude 1936), Brigitte Barazer de Lannurien (Miss Côte d'Émeraude 1959), Michèle Wargnier (1960), Monique Lemaire (Miss Côte d'Émeraude 1961), Laury Thilleman (2010).
- 1re dauphine : Anita Treyens (1955), Monique Boulinguez (Miss Côte d'Émeraude 1957), Rolande Cozien (1968), Valérie Guenveur (1982), Christelle Mayet (1983).
- 2e dauphine : Anne-Marie Poggi (1990), Mélanie Craignou (2009).
- 3e dauphine : Marie-Laure Uzel (1978), Graziella Pequin (1987).
- 4e dauphine : Bianca Taillard (2008).
- 5e dauphine : Annie Cadiou (1970), Denise Kerfast (1971).
- 6e dauphine : Maurane Bouazza (2016).
- Top 12/Top 15: Delphine André (1994), Florence Guillou (1999); Nathalie Economides (2003), Audrey Bonecker (2011), Estelle Sabathier (2012), Léa Bizeul (2015).

## Les Miss
Note : Toutes les données ne sont pas encore connues. Cette section concerne uniquement les candidates ayant participé à la finale de Miss France.
| Année | Dénomination             | Nom                           | Âge    | Taille | Résidence              | Classement local et régional                                                                | Classement Miss France                                                              | Autres |
| ----- | ------------------------ | ----------------------------- | ------ | ------ | ---------------------- | ------------------------------------------------------------------------------------------- | ----------------------------------------------------------------------------------- | --- |
| 1920  | Miss Côte d'Émeraude     | Denise Le Brase               | 17 ans | 1,70 m |                        |                                                                                             |                                                                                     | 1re dauphine de Miss France 1921 |
| 1927  | Miss Côte d'Émeraude     | Raymonde Allain               | 18 ans | 1,72 m | Paris                  |                                                                                             | Miss France 1928                                                                    | 1re dauphine de Miss Europe 1928, 5e dauphine de Miss Eurasie |
| 1936  | Miss Côte d'Émeraude     | Jacqueline Janet              | 19 ans | 1,74 m | Paris                  |                                                                                             | Miss France 1937                                                                    | Finaliste à Miss Univers |
| 1946  | Miss Saint-Malo          | Maryvonne Bietry              |        |        |                        |                                                                                             |                                                                                     | |
| 1952  | Miss Bretagne            | Paulette Le Bourkin           |        |        |                        |                                                                                             |                                                                                     | |
| 1954  | Miss Bretagne            | Janik Gosselin                |        |        |                        |                                                                                             |                                                                                     | |
| 1954  | Miss La Baule            | Annick Bertrand               |        |        |                        |                                                                                             |                                                                                     | |
| 1955  | Miss Bretagne            | Anita Treyens                 |        |        |                        |                                                                                             | 1re dauphine de Miss France 1956                                                    | Représentante de la France lors du concours de Miss Univers 1956 dont elle termina 10e |
| 1956  | Miss Bretagne            | Colette Le Pivert             | 21 ans |        | Pléhédel               |                                                                                             |                                                                                     | |
| 1957  | Miss Côte d'Émeraude     | Monique Boulinguez            |        |        |                        |                                                                                             |                                                                                     | Représentante de la France lors du concours de Miss Univers |
| 1958  | Miss Bretagne            | Liliane Baudot                |        |        |                        |                                                                                             |                                                                                     | |
| 1958  | Miss Côte d'Amour        | Sophie Destrade               |        |        |                        |                                                                                             |                                                                                     | Elle sera élue Miss France 1959 par un comité concurrent. |
| 1959  | Miss Côte d'Émeraude     | Brigitte Barazer de Lannurien | 17 ans | 1,68 m | Paris.                 | Miss Saint-Malo 1959                                                                        | Miss France 1960                                                                    | 4e dauphine de Miss Europe 1960 |
| 1959  | Miss Bretagne            | Élizabeth Burgot              |        |        |                        |                                                                                             |                                                                                     | |
| 1959  | Miss Sables-d'Or         | Nicole Decaux                 |        |        |                        |                                                                                             |                                                                                     | |
| 1960  | Miss Bretagne            | Michèle Wargnier              | 24 ans | 1,78 m |                        | Miss Finistère 1960                                                                         | 1re dauphine puis Miss France 1961                                                  | Remplace Luce Auger la Miss France en titre, 1re Miss Bretagne élue sous ce nom, 2e dauphine de Miss Monde 1961, Finaliste à Miss Univers 1961 |
| 1960  | Miss La Baule            | Nicole Besrugne               |        |        |                        |                                                                                             | 3e dauphine de Miss France 1961                                                     | |
| 1961  | Miss Côte d’Émeraude     | Monique Lemaire               | 19 ans | 1,70 m | Mourenx                | Miss Dinard 1961                                                                            | Miss France 1962,                                                                   | 3e dauphine de Miss Monde 1962, finaliste à Miss Univers 1963 |
| 1962  | Miss Bretagne            | Marie-Josée Le Cocq           |        |        |                        |                                                                                             |                                                                                     | Participe à Miss International 1963 |
| 1962  | Miss La Baule            | Nicole Chauveau               |        |        |                        |                                                                                             |                                                                                     | |
| 1962  | Miss Côte d'Amour        | Marie-Joseph de Montille      |        |        |                        |                                                                                             |                                                                                     | |
| 1962  | Miss Côte d'Émeraude     | Françoise Minec               |        |        |                        |                                                                                             |                                                                                     | |
| 1964  | Miss Morbihan            | Annie Delabre                 |        |        |                        |                                                                                             |                                                                                     | |
| 1964  | Miss Bretagne            | Chantal le Coz                |        |        |                        |                                                                                             |                                                                                     | |
| 1965  | Miss Bretagne            | Madeleine Calvez              | 20 ans | 1,75 m |                        | Miss Côte d'Armor                                                                           |                                                                                     | |
| 1966  | Miss Bretagne            | Martine Grateau               |        |        |                        | Miss Finistère                                                                              | Figure parmi les 12 demi-finalistes à l'élection de Miss France 1967                | Représente la France à Miss International 1967 |
| 1967  | Miss Bretagne            | Marie-Martine Legrand         | 17 ans |        | Saint-Brieuc           | Miss Saint-Cast 1967, Côtes-du-Nord 1967                                                    | Figure parmi les 12 demi-finalistes à l'élection de Miss France 1968                | |
| 1967  | Miss Côte d'Émeraude     | Martine Henry                 | 18 ans |        | Paris                  | Miss Dinard 1967                                                                            |                                                                                     | |
| 1968  | Miss Bretagne            | Rolande Cozien                |        |        | Brest                  | Miss Finistère 1968                                                                         | 1re dauphine de Miss France 1969                                                    | Elle était la grande favorite mais avait prévenu le public que si elle était élue, elle démissionnerait de suite car elle avait prévu de se marier en mars 1969 |
| 1969  | Miss Bretagne            | Catherine Le Du               | 21 ans |        | Les Fougerêts          | Miss Finistère-Nord 1969                                                                    |                                                                                     | |
| 1970  | Miss Bretagne            | Anita Cadiou                  | 16 ans |        | Trégunc                | 1re dauphine de Miss Finistère-Nord 1970                                                    | 5e dauphine de Miss France 1971                                                     | |
| 1971  | Miss Bretagne            | Claudine Rival                | 19 ans |        | Le Pouliguen           | Miss Côte d'Amour 1971                                                                      |                                                                                     | |
| 1972  | Miss Bretagne            | Johanna Blondy                | 21 ans | 1,75 m | Nantes                 | Miss Brière 1972, Reine de Nantes 1973                                                      |                                                                                     | |
| 1972  | Miss Côte d'Amour        | Françoise Gloaguen            |        |        | Le Pouliguen           |                                                                                             |                                                                                     | |
| 1972  | Miss Côtes d'Armor       | Mireille Le Goaziou           |        |        | Ploumagoar             | Demoiselle d'honneur de la Reine de Guingamp 1971, 1re dauphine de Miss Bretagne 1972       |                                                                                     | |
| 1972  | Miss Finistère           | Marie-Françoise Quéau         | 17 ans |        | Quimper                |                                                                                             |                                                                                     | |
| 1973  | Miss Bretagne            | Corinne Bertrand              | 18 ans |        | La Baule-Escoublac     | Miss La Baule 1973, 1re dauphine de Miss Côte d'Amour 1973                                  |                                                                                     | |
| 1974  | Miss Bretagne            | Isabelle Carayol              |        |        | Muzillac               | Reine du Pays vannetais 1974, Miss Morbihan 1974                                            |                                                                                     | Fille de Miss Paris (années 40) et mère d'Audrey Bonecker, Miss Bretagne 2011, 1re Miss Bretagne ayant des origines étrangères (Franco-brésilienne) |
| 1976  | Miss Bretagne            | Christine Robin               |        |        | Guingamp               |                                                                                             |                                                                                     | Prix de la coiffure à l'élection de Miss France 1977 |
| 1976  | Miss Côte de Granit      | Catherine Matonnier           |        |        |                        |                                                                                             |                                                                                     | |
| 1977  | Miss Argoat              | Yasmine Arnal                 |        |        | Pontrieux              | Également 2e dauphine de Miss Bretagne 1977                                                 |                                                                                     | |
| 1977  | Miss Bretagne            | Mireille Tronel               |        |        | Quévert                | Miss Granit 1977, Miss Côtes-du-Nord 1977                                                   |                                                                                     | |
| 1977  | Miss Brière              | Françoise Hellec              |        |        | La Chapelle-des-Marais | Egalement 1re dauphine de Miss Bretagne 1977                                                |                                                                                     | |
| 1977  | Miss Côte de Granit      | Corinne Le Goff               |        |        | Ploumanac'h            |                                                                                             |                                                                                     | |
| 1978  | Miss Argoat              | Anne-Yvonne Le Roux           |        |        | Plélo                  |                                                                                             |                                                                                     | |
| 1978  | Miss Bretagne            | Marie-Laure Uzel              |        |        | Lorient                | Miss Lorient 1978                                                                           | 3e dauphine de Miss France 1979                                                     | |
| 1978  | Miss Brière              | Patricia Arel                 | 16 ans |        | La Baule-Escoublac     | 2e dauphine de Miss La Baule 1978                                                           |                                                                                     | |
| 1979  | Miss Argoat              | Anne le Maux                  |        |        |                        |                                                                                             |                                                                                     | |
| 1979  | Miss Bretagne            | Véronique Guin                | 17 ans |        | Le Pouliguen           | 2e dauphine de Miss Brière 1979                                                             |                                                                                     | |
| 1979  | Miss Côte de Granit Rose | Catherine Parera              | 16 ans |        | Pleudihen-sur-Rance    |                                                                                             |                                                                                     | Sœur de Sylvie Paréra, Miss France 1979. |
| 1979  | Miss Lorient             | Claudine Gosselin             | 17 ans |        | Lorient                |                                                                                             |                                                                                     | Prix du costume folklorique à l'élection de Miss France 1980 |
| 1980  | Miss Bretagne            | Claudine Gosselin             | 18 ans |        | Lorient                |                                                                                             |                                                                                     | Également Miss Lorient 1979 et Prix du costume folklorique à l'élection de Miss France 1980. |
| 1980  | Miss Brière              | Dominique Roux                | 19 ans |        | Guérande               | 2e dauphine de Miss La Baule 1980, 1re dauphine de Miss Bretagne 1980                       |                                                                                     | |
| 1981  | Miss Bretagne            | Véronique Morice              | 18 ans |        | Brest                  | Miss Finistère 1981                                                                         |                                                                                     | |
| 1982  | Miss Bretagne            | Valérie Guenveur              | 18 ans | 1,75 m | Saint-Brieuc           |                                                                                             | 1re dauphine de Miss France 1983                                                    | Représente la France au concours Miss International 1983 |
| 1983  | Miss Bretagne            | Christelle Mayet              | 17 ans |        | Saint-Marc-sur-Mer     | Miss La Baule 1983, Miss Loire-Atlantique 1983                                              | 1re dauphine de Miss France 1984                                                    | |
| 1984  | Miss Bretagne            | Manuella Pequin               |        |        | Carquefou              | 1re dauphine de Miss Bretagne 1983, Miss Loire-Atlantique 1984                              |                                                                                     | Originaire de Nantes, seule l'élection bretonne permettait de se présenter ; le titre de Miss Pays de Loire fut créé l'année suivante |
| 1985  | Miss Bretagne            | Valérie Le Vaillant           |        |        | Rostrenen              |                                                                                             |                                                                                     | |
| 1986  | Miss Bretagne            | Catherine Hérault             |        |        | Loudéac                |                                                                                             |                                                                                     | |
| 1987  | Miss Bretagne            | Graziella Pequin              |        |        | Carquefou              |                                                                                             | 3e dauphine de Miss France 1988                                                     | Sœur de Manuella, miss Bretagne 1984. |
| 1988  | Miss Bretagne            | Lydie Guilment                | 21 ans | 1,67 m |                        |                                                                                             |                                                                                     | |
| 1989  | Miss Bretagne            | Stéphanie Lemarchand          |        |        |                        |                                                                                             |                                                                                     | |
| 1990  | Miss Bretagne            | Anne-Marie Poggi              | 18 ans | 1,70 m | Saint-Briac-sur-Mer    |                                                                                             | 2e dauphine de Miss France 1991                                                     | Représente la France au concours Miss Model Of The World en 1991, classée deuxième (1re dauphine) |
| 1991  | Miss Bretagne            | Patricia Mouazé               | 18 ans | 1,79 m | Antrain                |                                                                                             |                                                                                     | |
| 1992  | Miss Bretagne            | Stéphanie Duclos              |        |        | Saint-Malo             |                                                                                             |                                                                                     | |
| 1993  | Miss Bretagne            | Alexia Dereux-Marchand        | 21 ans |        | Saint-Guénolé          |                                                                                             |                                                                                     | |
| 1994  | Miss Bretagne            | Delphine André                | 19 ans | 1,79 m | Trégastel              |                                                                                             | Figure parmi les 12 demi-finalistes à l'élection de Miss France 1995                | Sœur de Miss Bretagne 1996 (Séverine André) |
| 1995  | Miss Bretagne            | Violaine Turpin               | 19 ans |        | Trévé                  |                                                                                             |                                                                                     | |
| 1996  | Miss Bretagne            | Séverine André                | 19 ans |        | Trégastel              | Miss Côtes-d'Armor 1995                                                                     |                                                                                     | Sœur de Miss Bretagne 1994 (Delphine André). |
| 1997  | Miss Bretagne            | Nathalie Busson               | 22 ans | 1,78 m | Châtelaudren           | 1re dauphine de Miss Bretagne 1996                                                          |                                                                                     | |
| 1998  | Miss Bretagne            | Virginie Radier               | 19 ans | 1,78 m | Ploulec'h              | Miss Côte de Granit Rose 1998, Miss Côtes d'Armor 1998                                      |                                                                                     | |
| 1999  | Miss Bretagne            | Florence Guillou              | 19 ans | 1,76 m | Saint-Brieuc           | Miss Côte de Granit Rose 1997, 1re dauphine de Miss Côtes d'Armor 1998                      | Figure parmi les 12 demi-finalistes à l'élection de Miss France 2000                | Classée 3e avec les votes des téléspectateurs et classée 12e sur demande de Geneviève de Fontenay avec le jury de l'élection. |
| 2000  | Miss Bretagne            | Mélanie Guyomard              | 19 ans | 1,78 m | Brest                  | Miss Finistère-Sud 1999, 1re dauphine de Miss Bretagne 1999                                 |                                                                                     | Destituée par Geneviève de Fontenay de son titre trois mois avant la fin de son année pour avoir manifesté, avec son écharpe d'élection, pour le rattachement de la Loire-Atlantique à la Bretagne. Elle récupère son titre après réconciliation avec Geneviève de Fontenay sur TV Breizh deux mois plus tard. Elle sera élue Bretonne de l'année 2001                                        |
| 2001  | Miss Bretagne            | Céline Autricque              | 20 ans | 1,81 m | Nantes                 | Miss Côte de Lumière 2000 1re dauphine de Miss Bretagne 2000                                |                                                                                     | |
| 2002  | Miss Bretagne            | Anne-Sophie Pageau            |        |        | Le Cellier             | 1re dauphine de Miss Bretagne 2001 Miss Pays de Retz 2002                                   |                                                                                     | |
| 2003  | Miss Bretagne            | Nathalie Economides           | 21 ans | 1,78 m | Guidel                 | 1re dauphine de Miss Morbihan 2001, Miss Morbihan 2002, 1re dauphine de Miss Bretagne 2002  | Figure parmi les 12 demi-finalistes à l'élection de Miss France 2004 et termine 11e | Son titre de Miss Bretagne est un hommage à ses parents disparus |
| 2004  | Miss Bretagne            | Amélie Turmel                 | 19 ans | 1,72 m | Lillemer               | Miss Ille-et-Vilaine 2003, Miss Côte d’Émeraude 2004                                        |                                                                                     | |
| 2005  | Miss Bretagne            | Cindy Trichereau-Duchesne     | 24 ans | 1,83 m | Nantes                 | Miss Loire Atlantique 2005                                                                  |                                                                                     | Destituée pendant 6 mois après l'élection de Miss France 2006, accusée à tort d'avoir fait un doigt d'honneur sur une photo officielle |
| 2006  | Miss Bretagne            | Charline Leray                | 19 ans | 1,75 m | Lusanger               | Miss Pays de la Mée 2006                                                                    |                                                                                     | Décédée le 27 mai 2025 à la suite d’une maladie https://www.ouest-france.fr/culture/people/miss-france/charline-leray-miss-bretagne-2006-originaire-de-loire-atlantique-est-decedee-a-lage-de-38-ans-363651f0-4150-11f0-b704-f7b46f41b8ae#:~:text=Miss%20France-,Charline%20Leray%2C%20miss%20Bretagne%202006%2C%20originaire%20de%20Loire%2DAtlantique,%2C%20dans%20les%20Alpes%2DMaritimes. |
| 2007  | Miss Bretagne            | Églantine Morin               | 21 ans | 1,77 m | Savenay                | Miss Sud Loire 2006, Miss La Baule 2006, Miss Loire-Atlantique 2007                         |                                                                                     | Prix d'élégance à l'élection de Miss France 2008 |
| 2008  | Miss Bretagne            | Bianca Taillard               | 23 ans | 1,76 m | Machecoul              | 1re dauphine de Miss Bretagne 2006, 4e dauphine de Miss Bretagne 2007                       | 4e dauphine de Miss France 2009                                                     | Dernière lauréate venant de Loire-Atlantique |
| 2009  | Miss Bretagne            | Mélanie Craignou              | 19 ans | 1,78 m | Louannec               | Miss Armorique 2009                                                                         | 2e dauphine de Miss France 2010                                                     | Dernière Miss Armorique (représentante de Lannion, Perros-Guirec), dernière année que les candidates de la Loire-Atlantique peuvent se présenter à l'élection de Miss Bretagne, la société Miss France ayant voulu une réorganisation des régions en respectant le découpage administratif et non historique                                                                                  |
| 2010  | Miss Bretagne            | Laury Thilleman               | 19 ans | 1,78 m | Brest                  | Miss Bretagne Nord 2010                                                                     | Miss France 2011                                                                    | Top 10 (5e dauphine) à Miss Univers 2011 ; élue Miss Top Model à Miss Univers 2011 (par la presse américaine) |
| 2011  | Miss Bretagne            | Audrey Bonecker               | 23 ans | 1,72 m | Muzillac               | Miss Morbihan 2010, 1re dauphine de Miss Bretagne 2010                                      | Figure parmi les 12 demi-finalistes à l'élection de Miss France 2012 et termine 9e  | Élue Miss Bretagne 37 ans après sa mère, Isabelle Carayol (la grand-mère maternelle est aussi une ancienne miss (Miss Paris) des années 1940 ; Prix de l'élégance à l'élection de Miss France 2012 ; Miss Diaspora Models International Beauty Compétition 2013 |
| 2012  | Miss Bretagne            | Estelle Sabathier             | 21 ans | 1,74 m | Brest                  |                                                                                             | Figure parmi les 12 demi-finalistes à l'élection de Miss France 2013 et termine 11e | 2e ex aequo au test de culture générale avec Miss Picardie, Émilie Mika ; elle est devenue responsable de la communication pour la société Miss France |
| 2013  | Miss Bretagne            | Marie Chartier                | 19 ans | 1,71 m | Étables-sur-Mer        | Miss Côtes-d'Armor 2012, 1re dauphine de Miss Bretagne 2012                                 |                                                                                     | |
| 2014  | Miss Bretagne            | Maïlys Bonnet                 | 20 ans | 1,77 m | Vannes                 |                                                                                             |                                                                                     | |
| 2015  | Miss Bretagne            | Léa Bizeul                    | 18 ans | 1,75 m | Saint-Malo             | Miss Centre-Bretagne 2015                                                                   | Figure parmi les 12 demi-finalistes à l'élection de Miss France 2016 et termine 10e | Elle devient Miss Bretagne à la suite de la destitution d'Eugénie Journée |
| 2016  | Miss Bretagne            | Maurane Bouazza               | 20 ans | 1,73 m | Plumelin               | 2e dauphine de Miss Morbihan 2015, Miss Morbihan 2016                                       | 6e dauphine de Miss France 2017                                                     | Prix du costume régional 2017 |
| 2017  | Miss Bretagne            | Caroline Lemée                | 24 ans | 1,77 m | Rennes                 | Miss Centre-Bretagne 2017                                                                   |                                                                                     | |
| 2018  | Miss Bretagne            | Émilie Bachellereau           | 22 ans | 1,81 m | Larmor-Plage           | Miss Morbihan 2017, 3e dauphine de Miss Bretagne 2017                                       |                                                                                     | |
| 2019  | Miss Bretagne            | Romane Edern                  | 24 ans | 1,75 m | Cléder                 | 2e dauphine de Miss Finistère 2014, Miss Finistère 2015, 1re dauphine de Miss Bretagne 2015 |                                                                                     | |
| 2020  | Miss Bretagne            | Julie Foricher                | 23 ans | 1,77 m | Le Relecq-Kerhuon      |                                                                                             |                                                                                     | |
| 2021  | Miss Bretagne            | Sarah Conan                   | 22 ans | 1,73 m | Lézardrieux            |                                                                                             |                                                                                     | |
| 2022  | Miss Bretagne            | Enora Moal                    | 21 ans | 1,71 m | Guipavas               | 2e dauphine de Miss Finistère 2022                                                          |                                                                                     | |
| 2023  | Miss Bretagne            | Noémie Le Bras                | 21 ans | 1,75 m | Le Cloître-Pleyben     | 1re dauphine de Miss Finistère 2023                                                         |                                                                                     | |
| 2024  | Miss Bretagne            | Marie Castel                  | 20 ans | 1,78 m | Quimper                | 2e dauphine de Miss Finistère 2023, Miss Finistère 2024.                                    |                                                                                     | |

### Galerie

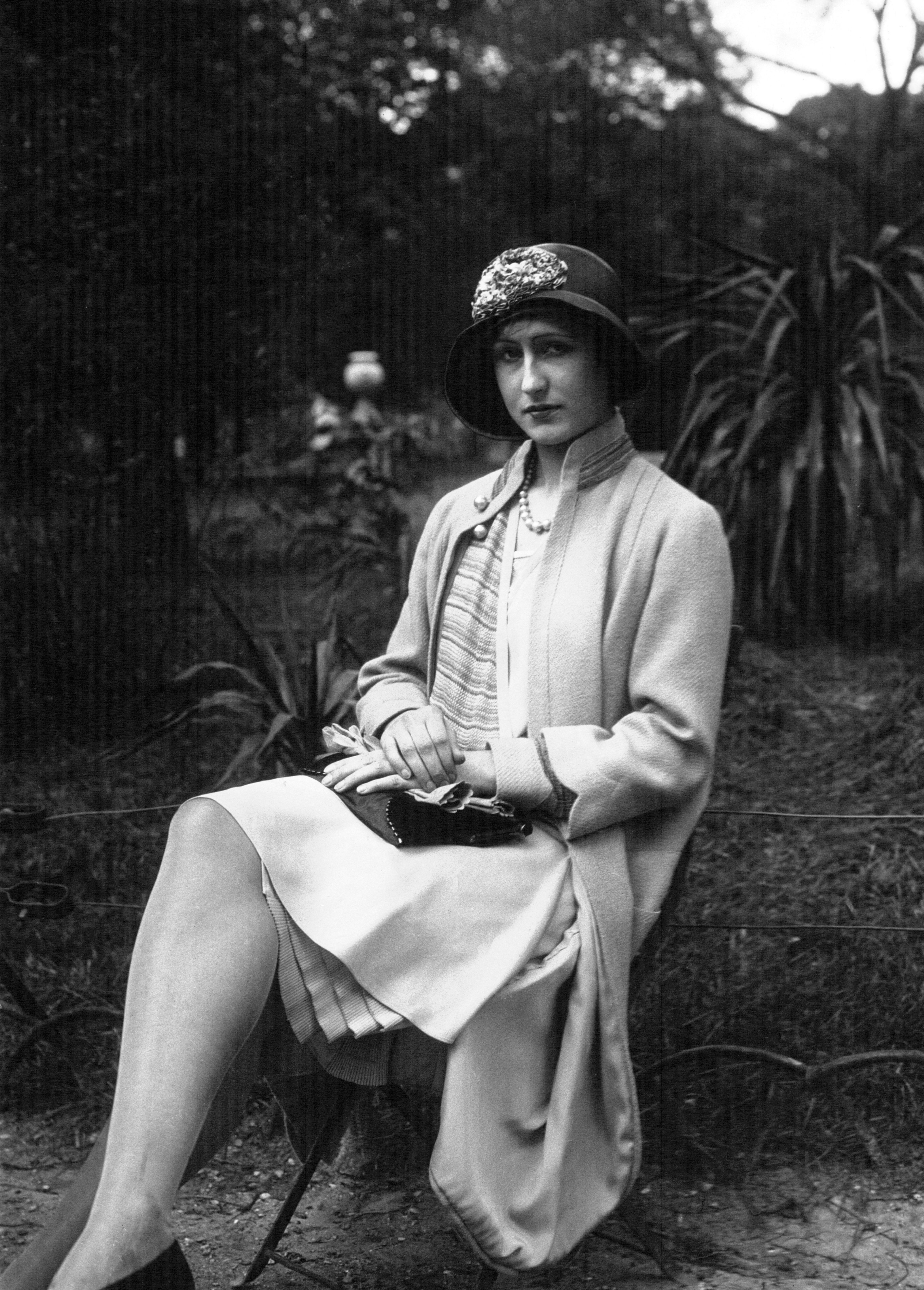
Raymonde Allain, Miss Côte d'Émeraude 1927 et Miss France 1928.
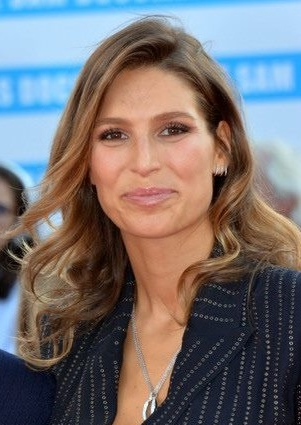
Laury Thilleman, Miss Bretagne 2010 et Miss France 2011.

## Palmarès par département depuis 2010
- Finistère : 2010, 2012, 2019, 2020, 2022, 2023, 2024 (7)
- Morbihan : 2011, 2014, 2016, 2018 (4)
- Côtes-d'Armor : 2013, 2021 (2)
- Ille-et-Vilaine : 2015, 2017  (2)

## Palmarès à l’élection Miss France depuis 2000
- Miss France : 2011
- 1re dauphine :
- 2e dauphine : 2010
- 3e dauphine :
- 4e dauphine : 2009
- 5e dauphine :
- 6e dauphine : 2017
- Top 12 puis 15 : 2000, 2004, 2012, 2013, 2016
- Classement des régions pour les 10 dernières élections (Miss France 2015 à 2024) : 24e sur 30[Note 1].

## À retenir
- Meilleur classement de ces 10 dernières années : Maurane Bouazza, 6e dauphine de Miss France 2017.
- Dernier classement réalisé : Maurane Bouazza, 6e dauphine de Miss France 2017.
- Dernière Miss France : Laury Thilleman, élue Miss France 2011.